# Boesenbergia rotunda
Кречай, китайський ключ (Boesenbergia rotunda) — рослина родини імбирні (Zingiberaceae).

## Поширення та середовище існування
Росте у Південно-східній Азії, Індії, Шрі-Ланці та Південному Китаї.

## Практичне використання
Вирощується для заправки супів та карі. Аромат кречаю викликає апетит.
Використовується у народній медицині. У Таїланді кречай відомий як афродезіак під назвою «тайський женшень».